# 크리프 단층

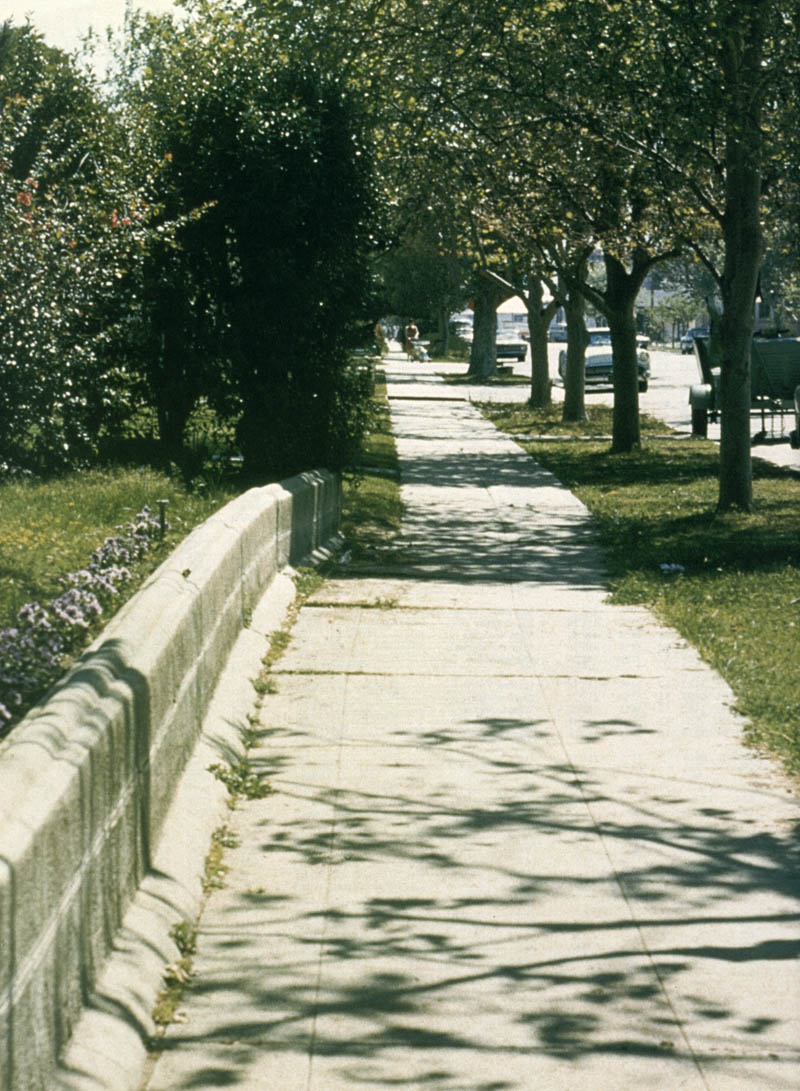
샌앤드리어스 단층에서 관측된 크리프 단층. 보도가 옆으로 휘어져 있는데 이는 지진 없이 암반이 조금씩 움직이며 뒤틀리는 크리프 단층 현상 때문에 일어난 어긋남이다.

크리프 단층, 비지진성 크리프(Aseismic creep), 단층 크리프(fault creep)는 지진 현상 없이 단층에서 연속적이거나 매우 작은 크기의 불연속적인 운동이 일어나 이동하는 단층을 말한다. '크리프'(Creep)는 조금씩 미끄러 나가다라는 뜻으로, 지진 없이도 단층에서 두 암반이 어긋나는 일종의 유사 단층 운동이 일어난다. 지진이 발생하고 나서 며칠에서 몇 년 후 크리프 단층 현상이 일어날 수도 있다. 크리프 단층의 대표적인 예시로 미국 캘리포니아주에 있는 칼라베라 단층, 하워드 단층대, 샌앤드리어스 단층이 있다.

## 원인
크리프 단층은 판 구조론 상의 판의 경계에서 변형이 일어난 국지적인 지역이 원거리장으로 이동하면서 발생한다. 크리프 단층이 발생하는 근본적인 원인은 1차적으로는 단층의 마찰력이 매우 낮고 얕은 지각의 단층에 작용하는 정상 변형력이 작으며 이에 비해 과도하게 큰 공급수압이 걸려 단층에 걸릴 수 있는 최대 정상 변형력의 한계가 작아지면서 발생한다. 지질학적으로 물질의 마찰반응은 지진에서 비지진성 변형으로 바뀌는 과정을 명확하게 설명할 수 있다. 단층에 마찰이 걸리게 되면 응력이 쌓이면서 움직임이 전혀 없다가 어느 순간 응력이 한꺼번에 내려가는 지진과 같이 갑자기 미끄러지는 현상을 볼 수 있는데, 이를 스틱 슬립 현상이라고 한다.
오랜 기간 동안 암석이 단층면을 따라 깨지면서 이동할 때, 작은 가루로 부서지는 현상도 발생한다. 이 때 강한 공급수압 환경에 단층 주위에 침투하는 지하수가 만나면 일종의 단층점토(Fault Clay)가 생성되면서 단층이 받는 응력에 대해 소성 변형을 일으켜 말랑말랑하게 지진 없이 단층면이 이동하는 현상인 크리프 단층이 발생한다.

## 크리프 측정
단층에 있는 크리프가 시간, 공간에 따라 어떻게 변화하는지 파악하는 일이 미래에 일어날 지진의 대략적인 시기, 위치, 예상 규모를 예측하고 단층에서의 동역학을 이해하는데 도움을 준다. 지진 발생 사이 변형률과 그와 관련된 결합 상수 측정은 암반에 쌓일 수 있는 응력의 한계를 알 수 있으며 미래의 지진 파열로 언제 방출될지도 예상할 수 있어 중요하다. 공간 기반 측지학이 발전하고 원격탐사도 개발되면서 크리프 단층의 그 크기를 확인하고 조산 운동의 과정을 추적하는 데 사용한다. 이는 슬로우 슬립, 즉 느린 지진의 정도를 파악하는 과정과도 맞닿는다.

## 같이 보기
- 정상 미끄러짐
- 느린 지진
- 지반 파열

## 참고 문헌
- 이기화 (2016년 10월 30일).  박상준, 편집. 《모든 사람을 위한 지진 이야기》 1판. 서울: 사이언스북스. ISBN 978-89-8371-730-6.